# 薩克森風鳥
薩克森風鳥，又名薩克森王天堂鳥、阿爾貝特天堂鳥，是新幾內亞的特有種天堂鳥，也是該屬（Pteridophora）之下的唯一物種。

## 外部連結
- 维基共享资源上的相關多媒體資源：薩克森風鳥
- 維基物種上的相關：薩克森風鳥
- BirdLife Species Factsheet （页面存档备份，存于）